# Crisse
Crisse es el seudónimo de Didier Chrispeels, historietista e ilustrador nacido en Bruselas, Bélgica, el 26 de febrero de 1958.

## Biografía
Sus comienzos consisten en trabajos sobre lienzo en Lyon (Francia) a los dieciocho años; más tarde debuta en su carrera en el cómic dibujando Ocean's King para la revista Spirou en 1979 y Nahomi para Tintin. Se instala en Francia y se lanza a la fantasía heroica creando con Jacky Goupil la saga La Espada de cristal, editada por Vents d'Ouest, la cual resulta un éxito y una referencia en su género.
A continuación es contratado por Éditions Soleil, para la cual dibuja varias series, principalmente Kookaburra y Atalanta. Participa también en la serie Les Ailes du Phaéton en calidad de guionista (dibujos de SargaFino) y Petit d'homme (dibujos de Guessan). Realiza también un episodio de un cómic americano, Tellos.

## Obra.
- Les Ombres du Passé. Crimée 1920 (1986)
- Ocean's King (1987)
- L'Ombre des Damnés : Ungern Kahn. Mongolie 1921 (1988)

- Nahomi

1. (Les Noisettes magiques, 1985)
2. (La Poudre d'oubli, 1986)
3. (La Chanson de Galadrielle, 1987)

- La Espada de Cristal (Guion: Goupil; Dibujo: Crisse; Color: Anik) compilados en el tomo 'Integral'

1. (Le Parfum des Grinches, 1989)
2. (Le regard de Wenlok, 1991)
3. (La main de la Mangrove, 1991)
4. (Le cri du Grouse, 1992)
5. (Le goût du sulfure, 1994)
6. (La Cité des vents, 2004; Dibujo: Boube)

- Cosmos Milady
- Lorette et Harpye (2 tomos, 1993 y 1994)

- Perdita Queen

1. (Griffin Dark, 1995)

- Kookaburra

1. Planète Dakoï (1997)
2. Secteur WBH3 (1997)
3. Projet Équinoxe (1998)
4. Système Ragnarok (con dibujo de Mitric, 2004)
5. Retour à Terradoes (con dibujo de Mitric, 2008)
6. L'héritier des âmes (Guion y Dibujo de Mitric, 2008)

- Kookaburra K

1. Big Bang Baby (con dibujo de Humberto Ramos, 2006)
2. La planète aux illusions (con dibujo de Humberto Ramos, 2007)

- Petit d'homme (con Dibujo de N'Guessan)

1. (L'éveil, 1996)
2. (Secret, 1998)
3. (Chaos, 2003)

- Les compagnons de la Taïga (1999)

- Atalanta (Guion y Dibujo: Crisse; Color: Anik)

1. El Pacto (Le pacte, 2000)
2. Nautiliaa (2002)
3. Los misterios de Samotracia (Les mystères de Samothrace, 2003)
4. L'envol des Boréades, 2009)

- Luuna (Guion: Crisse; Dibujo: Nicolas Kéramidas; Color: Bruno García)

1. La noche de los totems (La Nuit des totems, 2002)
2. El crepúsculo del lince (Le Crépuscule du lynx, 2003)
3. Tras las huellas de Oh-Mah-Ah (Dans les traces d'Oh-Mah-Ah, 2004)
4. Pok-Ta-Pok (2006)
5. (Le Cercle des Miroirs, 2007)

- Ishanti: Danseuse sacrée (Color: Fred Besson)

1. (Les larmes d'Isis, 2005)

- Cañari (Dibujo: Carlos Meglia)

1. El Oro de los Dioses (Les Larmes de'Or, 2005)
2. La última ola (La dernière vague, 2007)

- Tellos

1. Primer viaje

- Les secrétaires (2008)